# Проміжний світ
«Проміжний світ», або «Світ між» (англ. A World Between) — роман Нормена Спінреда, опублікований 1979 року.

## Стислий сюжет
«Проміжний світ» — роман, події якого відбувається на планеті Пацифіка, чия урядова система є медіа-демократією, в якій вибори проводяться у всесвітній комп'ютерній мережі.

## Відгуки
Грег Костикян опублікував рецензію на «Проміжний світ» у журналі «Арес» №1. Костікян зазначив, що «в твердих руках Спінрада результат — це захоплююча історія від початку до кінця. Його зображення тихоокеанського суспільства є настільки переконливим, що читач сприймає як належне його відмінності від нашого, а його зображення пропаганди всіх трьох сторін було б схожим. Якщо Спінрад іноді й піддається бажанням проповідувати, він пропагує демократію, статеву рівність та розуміння людей; безумовно, ми можемо йому пробачити це».

## Огляди
- Рецензія від Даґа Фраца (1979) на сторінках журналу «Тяга», #13, Fall 1979[2]
- Рецензія від Чарльза Плетта (1980) на сторінках журналу «Фундація», #18 січня 1980